# Tratado de Batumi
O Tratado de Batumi foi um tratado entre a República Democrática da Arménia e o Império Otomano, assinado em Batumi em 4 de Junho de 1918. Composto por 14 artigos, foi o primeiro tratado da Arménia. O tratado foi assinado, enquanto o Exército do Islã, uma força otomana que tentava conquistar novas terras, estava a 7 km de Erevã e apenas 10 km de Valarsapate.
Quinze dias depois que foi assinado o Tratado, os delegados da Arménia foram convidados a ir para Constantinopla. O tratado deveria ser revista e confirmado pelas Potências Centrais. O tratado foi o tema de controvérsia porque o General Andranik contestou o acordo, havia se separado do governo Dashnakzutyun e se recusou a aceitar as fronteiras, continuando a guerra e declarando um novo estado chamado de República da Armênia Montanhosa. Ambos os estados, posteriormente, caíram contra os exércitos da Rússia.
Em 1918, as suas atividades incidiram sobre Zanlezur-Carabaque, na ligação entre o Império Otomano e seu aliado a República Democrática do Azerbaijão. Nos territórios que se entregaram a maioria dos 1 250 000 habitantes antes da guerra eram arménios, com mais de 400 000 na área por si só na província de Erevã.